# Edmund Baynham
Edmund Baynham, född cirka 18 november 1577, död efter den 25 mars 1642, var en engelsk katolik som var känd för sin delaktighet i Robert Devereux, 2:e earl av Essex uppror mot drottning Elisabet I av England och i krutkonspirationen. Han föddes som den enda sonen till William Baynham av Boxley, Kent; William hade varit parlamentsledamot för Much Wenlock 1584, 1586, 1589, 1593 och 1597 innan han avled den 5 november 1597. Edmund Baynham registrerade sig vid Oxford den 1 februari 1594, där han tog sin examen den 20 februari 1596. Baynham kan ha varit parlamentsledamot för Bishops Castle mellan den 24 oktober 1597 till den 9 februari 1598 och han verkar ha blivit adlad den 24 september 1599.
Den 18 mars 1600 var Baynham på Mermaid Tavern tillsammans med några vänner och här startade de ett bråk och störde de andra gästerna. För detta fängslades de och fick böta £200; denna grupp fick sedan smeknamnet "The Damned Crew" eller ibland "The Cursed Crew". 1601 var Baynham delaktig i Essex uppror mot drottning Elisabet och för detta skulle han avrättas. Dock ändrade sig Elisabet efter Essex avrättning och Baynham kom undan med livet i behåll. 1603 besökte han ledaren för krutkonspirationen Robert Catesbys hem och två år senare hade han setts umgås med Catesby och medkonspiratören Francis Tresham. Baynham fick sedan agera budbärare åt jesuiten Henry Garnet när denne hade fått nys om krutkonspirationen. Baynham åkte till Rom för att samtala med påven och efter att krutkonspirationen hade misslyckats misstänktes Baynham ha varit delaktig, men han åtalades aldrig för något brott rörande detta.
Baynham bodde sedan i Spanien under en del av sitt senare liv och det sista stycke information som berör honom kommer från Rom den 25 mars 1642 när en viss "Eduardus Banham" var närvarande vid Collegium Anglorum i Rom.